# Nhân tố chuyển vị ngược

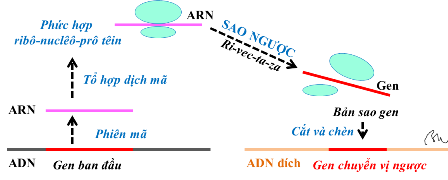
Hình 1: Sơ đồ gen chuyển vị qua RNA trung gian qua sao ngược.

Nhân tố chuyển vị ngược là gen mà bản phiên mã của nó (là RNA) được sao ngược thành gen bản sao, rồi bản sao này được chèn vào vị trí khác trong bộ gen., 
Khái niệm này dịch từ thuật ngữ tiếng Anh retrotransposon (phiên âm Quốc tế: /ˌretrōtransˈpōˌzän/, tiếng Việt: ri-trô-t'rans-pô-zôn) dùng để chỉ một loại nhân tố chuyển vị (transposable element, viết tắt là TE) thực chất là đoạn DNA xác định, có thể gồm một gen hay nhiều gen, sau khi được phiên mã thành RNA, thì bản phiên này được sao ngược (reverse transcription) thành bản copy của đoạn DNA ban đầu (tức là thành DNA bổ sung), rồi bị cắt và chèn vào lô-cut gen khác, có thể ở một DNA khác gọi là DNA đích. Do phải qua bản mã phiên RNA và quá trình sao ngược, mà nhân tố này mới chuyển vị, nên nội hàm của thuật ngữ này trong tiếng Anh còn được gọi với ngoại diện là transposons via RNA intermediates (nhân tố chuyển vị qua trung gian RNA). Nói nôm na - nhưng chính xác - thì nhân tố này là một loại gen nhảy, nhưng nó không thực sự nhảy mà chỉ bản sao của nó nhảy mà thôi. Chúng được phân loại vào lớp TE I (xem chi tiết ở trang Gen nhảy).

## Lược sử
Ngày 27 tháng 6 năm 1970 là một ngày quan trọng cho sự hiểu biết của chúng ta về dòng thông tin trong các hệ thống sinh học: tạp chí khoa học nổi tiếng Nature xuất bản các bài báo về việc phát hiện ra một loại enzym có khả năng sao chép RNA (bản mã phiên) ngược trở lại thành DNA (bản mã gốc) đã tạo ra nó ở một số virus. Hiện tượng này đã được gọi là sao ngược, các enzym chính xúc tác quá trình này được gọi là enzym phiên mã ngược (ri-vec-taza) và những virus có khả năng này đã được gọi là retrovirus (virut sao ngược). Suốt từ đó cho đến gần 10 năm tiếp theo, các nhà khoa học trong lĩnh vực này cho rằng retrovirus có thể chuyển đổi bộ gen của chúng là RNA thành DNA trong tế bào vật chủ, rồi có thể kết hợp vào nhiễm sắc thể của các tế bào vật chủ bị nhiễm như Howard Temin và cộng sự đã đề xuất, đồng thời cũng cho rằng hiện tượng sao ngược chỉ xảy ra ở nhóm retrovirus.
Tuy nhiên, khi tiến hành công cuộc giải trình tự gen ở sinh vật nhân thực trong đó có người, thì dẫn đến kết quả đáng ngạc nhiên là các sinh vật bậc cao này không chỉ có quá trình sao ngược, mà còn có thể có nhiều gen được sao ngược như vậy với số lượng nhiều hơn các loại gen mã hóa khác và chiếm tỷ lệ đáng kể trong bộ gen của chúng. Nhân tố chuyển vị ngược này được phát hiện và công bố đầu tiên trên tạp chí Nature vào khoảng những năm 1980. Từ đó đến nay, các nhà nghiên cứu đã tìm thấy những nhân tố này ở rất nhiều loài sinh vật nhân thực, với tỷ lệ khá cao trong bộ gen. Chẳng hạn: ở ngô có khoảng hơn 50% số gen trong bộ gen được tạo thành từ chúng; ở người là khoảng 30-42%, trong khi chỉ khoảng 3% còn lại là gen nhảy thực sự.,  Tuy nhiên, người ta chưa phát hiện ra chúng ở vi khuẩn (thuộc sinh vật nhân sơ).

## Đặc điểm
- Nếu như nhân tố chuyển vị thường (tức là transposon DNA hay gen nhảy) phải cắt rồi mới được chèn (cut and paste) vào vị trí mới, thì nhân tố chuyển vị ngược phải sao rồi mới chèn (copy and paste). Nghĩa là thực chất nó không nhảy.[9]
- Bởi vậy, trong trường hợp gen nhảy, thì gen nào đã nhảy rồi thì sẽ không còn ở lô-cut gen ban đầu nữa, nó được xem là bị mất. Còn trong trường hợp gen chuyển vị ngược này, thì gen ban đầu vẫn ở vị trí cũ, nhưng bản sao của nó "nhảy" đến lô-cut gen khác.
- Do đó, gen này có nhiều bản sao trong cùng một bộ gen (gen trùng lặp), làm tăng kích thước bộ gen trong đó nó được khuếch đại lên (amplifies).[10]

## Cơ chế hình thành

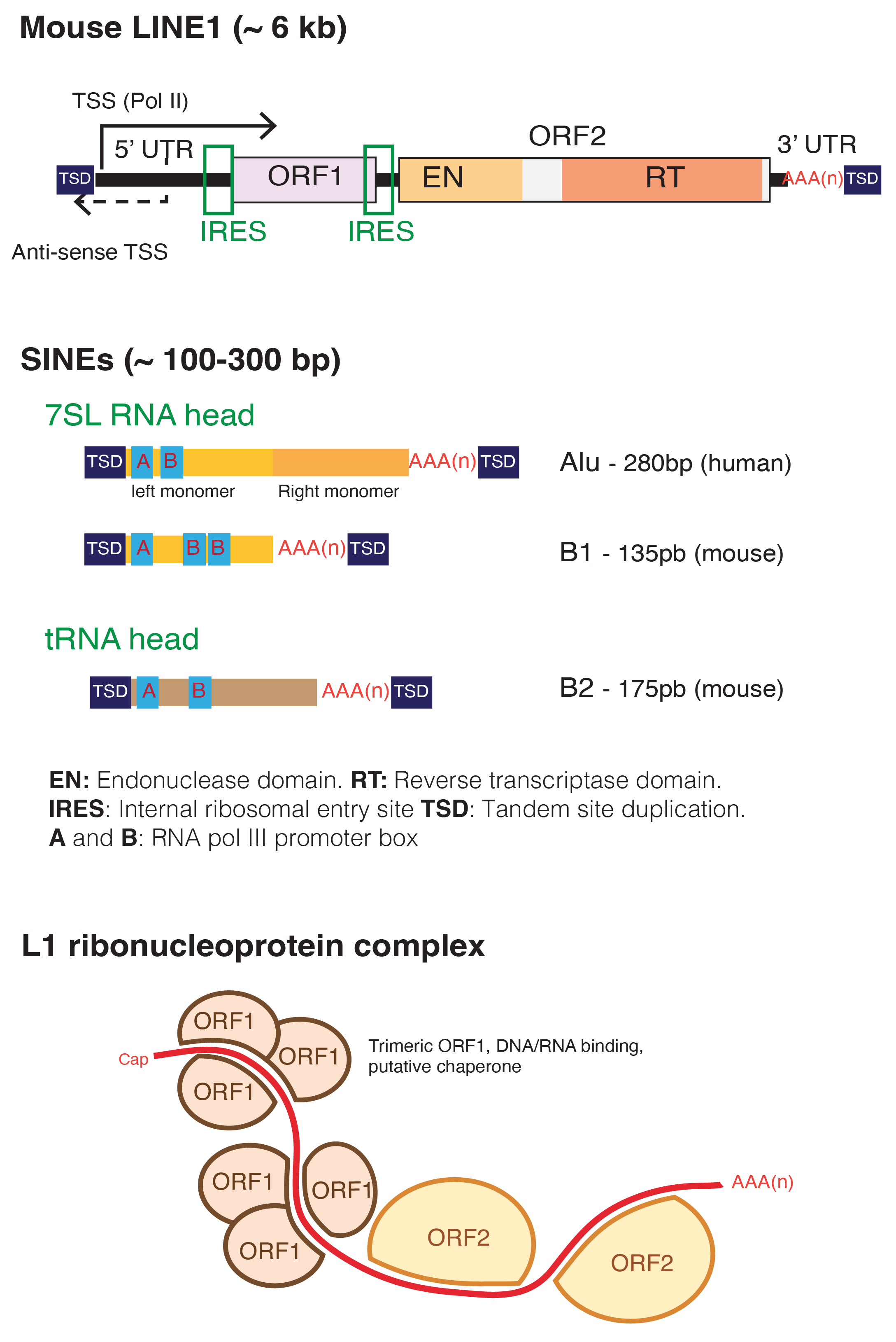
Hình 2: Mô hình chuyển vị ngược LTR ở chuột. Cấu trúc gồm LINE1 và SINE. Phức hợp RNA-protein L1 (RNP). Prôtêin ORF1 tạo thành các trimers liên kết RNA.

- Có nhiều loại nhân tố chuyển vị ngược, được hình thành khác nhau và bản sao của chúng "nhảy" theo các cách khác nhau trong bộ gen. Nhưng ở mức độ đơn giản nhất, có thể mô tả tổng quát một gen chuyển vị ngược như sau (hình 1).[11][12] 
Các bước:

1. Nhân tố (gen) này tổng hợp ra RNA qua quá trình phiên mã.
2. Bản mã phiên (RNA) tạo thành phức hợp ribô-nuclêô-prôtêin.
3. RNA trong phức hợp này làm khuôn để tổng hợp ra bản gen sao giống như bản gốc đã tạo ra nó, nhờ phức hợp đặc trưng, trong đó có vai trò chủ yếu của nhóm enzym ri-vec-taza (reverse transcriptase).
4. Bản gen sao này được chèn (cũng gọi là dán - paste) vào lô-cut gen ở DNA đích.

- Không có một mô hình (model) nào về cơ chế này được coi là điển hình và phải hoàn toàn giống như trên. Chẳng hạn mô hình chuyển vị ngược LTR ở chuột đã được nghiên cứu, diễn ra tóm tắt theo sơ đồ ở hình 2.
- Một mô hình khác (hình 3), trong đó mô tả có di cư và tích hợp (integration), trong đó có liên quan đến  khung đọc mở.

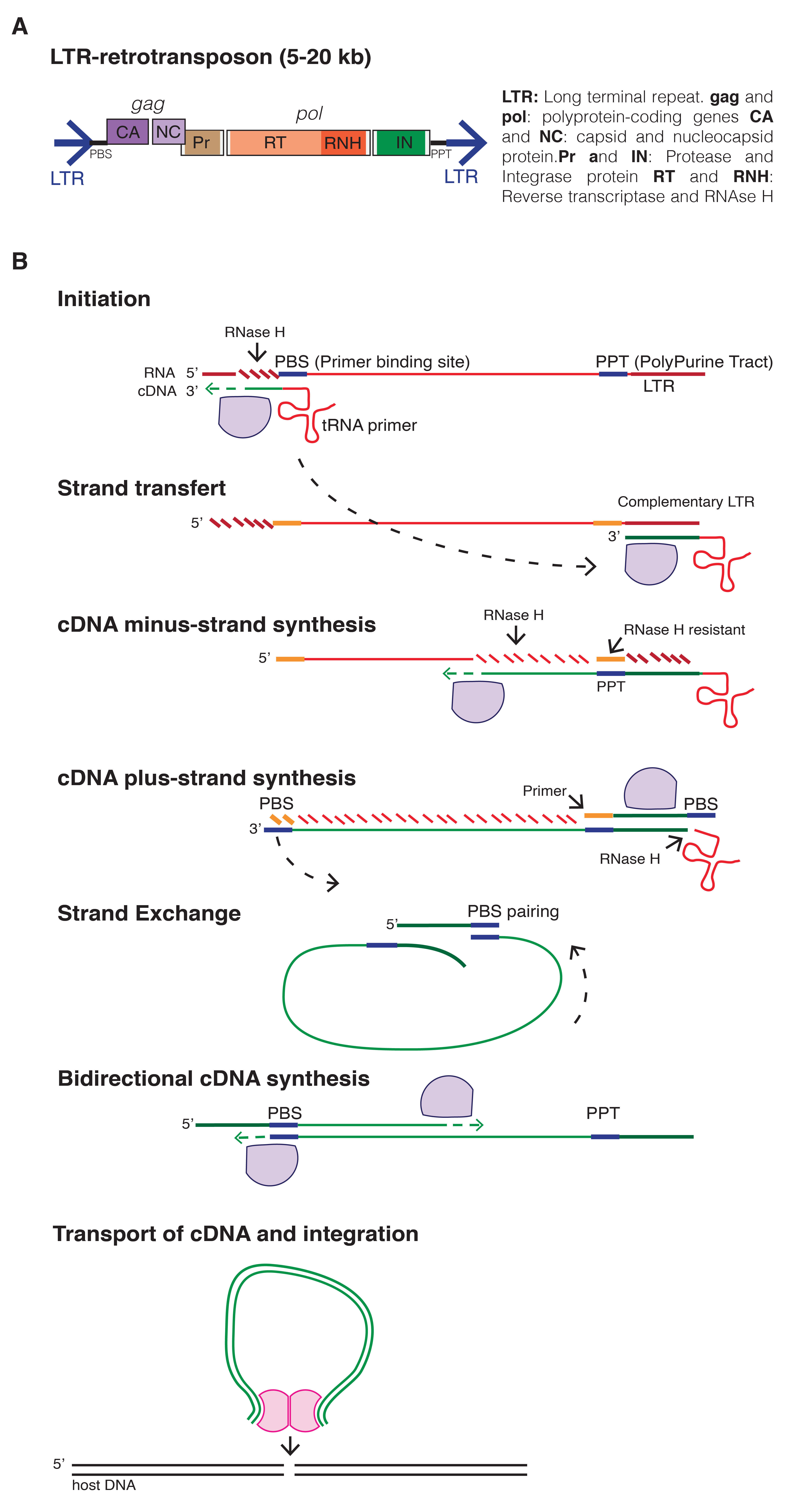
Hình 3: Xem chi tiết ở LTR

## Các loại
Các nhân tố chuyển vị ngược đã được phân loại vào lớp TE I (Gen nhảy). Lớp này lại được chia thành nhiều nhóm, thường được gọi là lớp phụ.
- Nhiều tác giả phân loại lớp TE I này (retrotransposons) gồm 2 lớp phụ:[3], [13]

1. nhân tố chuyển vị ngược có đầu cuối lặp lại dài (retrotransposons long terminal repeat, viết tắt là LTR);
2. nhân tố chuyển vị ngược không có đầu cuối lặp lại dài (retrotransposons Non-LTR retrotransposons, viết tắt là NonLTR).

Cơ sở chính của cách phân loại này dựa vào phát sinh của phiên mã ngược, phù hợp với khác biệt về cấu trúc chủ yếu là sự hiện diện / vắng mặt của đoạn lăp lại ở đầu cuối, cũng như số lượng và loại khung đọc, tên miền mã hóa và vị trí đích. Cơ sở này được cho là xuất phát từ ý kiến của David Baltimore,  trình bày tại một hội nghị khoa học chuyên đề ở Cambridge, Massachusetts vào năm 1976, về bộ gen của Drosophila melanogaster (ruồi giấm).
Ngoài ra, mỗi lớp phụ trên còn được chia thành nhiều nhóm nhỏ hơn gọi là kiểu phụ (sub-types).